# Invasion japonaise de l'Indochine
Théâtre d'Asie du Sud-Est de la Seconde Guerre mondiale
L’invasion japonaise de l’Indochine, précédant d'un an le déclenchement de la guerre du Pacifique proprement dite, est une brève confrontation militaire non déclarée entre l'empire du Japon et la France de Vichy dans le nord de l'Indochine française. Les combats ont lieu du 22 au 26 septembre 1940, soit à la même période que la bataille du sud du Guangxi lors de la guerre sino-japonaise. L'objectif principal des Japonais est alors d'empêcher la Chine d'importer des armes et du carburant via l'Indochine française par le biais de la ligne ferroviaire Kunming-Haiphong, depuis le port indochinois de Haiphong, en passant par la capitale Hanoï jusqu'à la ville chinoise de Kunming dans le Yunnan. L'invasion aboutit à l'occupation de l'Indochine française par l'empire du Japon pendant la Seconde Guerre mondiale. L'administration coloniale française, sous l'autorité de l'amiral Decoux, reste en place jusqu'au coup de force du 9 mars 1945, date à laquelle elle est détruite par les Japonais qui prennent le contrôle total de l'Indochine jusqu'à leur capitulation en août 1945.

## Contexte
Le Japon, en guerre contre la Chine depuis 1937, n'est pas encore parvenu à faire cesser la résistance des armées de Tchang Kaï-chek. Celles-ci sont notamment ravitaillées par la voie ferrée du Yunnan, qui passe par Hải Phòng. Pourtant, le gouvernement français, à la veille de la guerre en Europe, a pris l'engagement de ne pas permettre le transit de matériel militaire vers la République de Chine, mais les Japonais ne sont pas satisfaits.
Le gouvernement japonais profite de la défaite française en Europe en juin 1940 pour adresser un ultimatum aux Français. Trois divisions de l'armée japonaise du Guandong font pression sur la frontière tonkinoise : la menace paraît suffisamment évidente au gouverneur Catroux pour qu'il ordonne de lui-même, le 16 juin, l'interdiction du trafic d'essence vers Kunming.
Mécontent de l'initiative de Catroux, le gouvernement de Vichy le limoge et le remplace par l'amiral Decoux, proche de l'amiral Darlan. La passation de pouvoirs a lieu le 22 juillet (Catroux profitera de l'escale à Singapour pour rejoindre la France libre). Mais entretemps, Catroux a dû engager des discussions avec une mission militaire japonaise, arrivée à Hanoï, quant au droit de passage de l'Armée impériale japonaise sur le territoire indochinois. Les empiètements sur la souveraineté française se multiplient, et le 30 août, Vichy signe un accord de principe avec les Japonais, reconnaissant la position privilégiée et les intérêts du Japon en Extrême-Orient.

## Invasion
Une convention militaire doit ensuite régler les modalités d'application de l'accord, mais tarde à être signée. L'amiral Decoux cherche à gagner du temps, mais le 19 septembre, le Japon lance un ultimatum, exigeant la signature de la convention, et menaçant d'entrer en force en Indochine le 22 à minuit si sa demande n'est pas satisfaite. In extremis, un accord est conclu, prévoyant de mettre trois aérodromes à disposition des Japonais (Gia Lâm, Lào Cai et Phu Lang) et d'autoriser un maximum de six mille soldats de l'Armée impériale à transiter par le Tonkin, au nord du fleuve Rouge. Mais malgré la signature de l'accord (le général Martin représente la France et le général Nishiara, le Japon) à quinze heures le 22, le commandement de l'armée japonaise du Guandong engage les hostilités au soir. Vingt-cinq mille combattants — ce qui représente un chiffre bien supérieur à celui de l'accord — de la 5e division de l'armée japonaise déferlent sur 70 kilomètres de la frontière chinoise : les Français peuvent aligner en face cinq mille hommes du 9e R.I.C., du 19e R.I.C., du 3e régiment de tirailleurs tonkinois et du 5e régiment de la Légion étrangère de la division du Tonkin.
Pendant quatre jours, les combats ont lieu autour de Lạng Sơn (à quarante kilomètres de la frontière chinoise), et tournent au désavantage des Français. Un bombardement a lieu sur la presqu'île de Do Son, au sud de Haïphong. Le Deuxième Bureau transmet des informations erronées, donnant les soldats japonais comme démoralisés et épuisés, qui aboutissent à ce que les Français soient pris au dépourvu. Le matériel des troupes françaises en Indochine n'est de surcroît pas à la hauteur face à celui des Japonais. Des épisodes de pagaille, au cours desquels l'artillerie française tire sur ses propres troupes, et des défections de soldats indigènes, aggravent la situation. Le 26 septembre, alors que Lạng Sơn vient de tomber, de nouvelles troupes japonaises débarquent sur la plage de Dong Tac et marchent sur Haïphong,. Les hostilités cessent le jour même, le quartier-général impérial ordonnant le cessez-le-feu. Decoux est forcé d'accepter la situation et d'autoriser les Japonais à stationner à leur guise. Les troupes japonaises prennent possession de l'aéroport de Gia Lâm, ainsi que du chemin de fer proche de la frontière du Guangxi. Des soldats nippons sont notamment stationnés à Hanoï et Haïphong. L'important pour eux est désormais de combattre les forces de Tchang Kaï-chek en Chine.

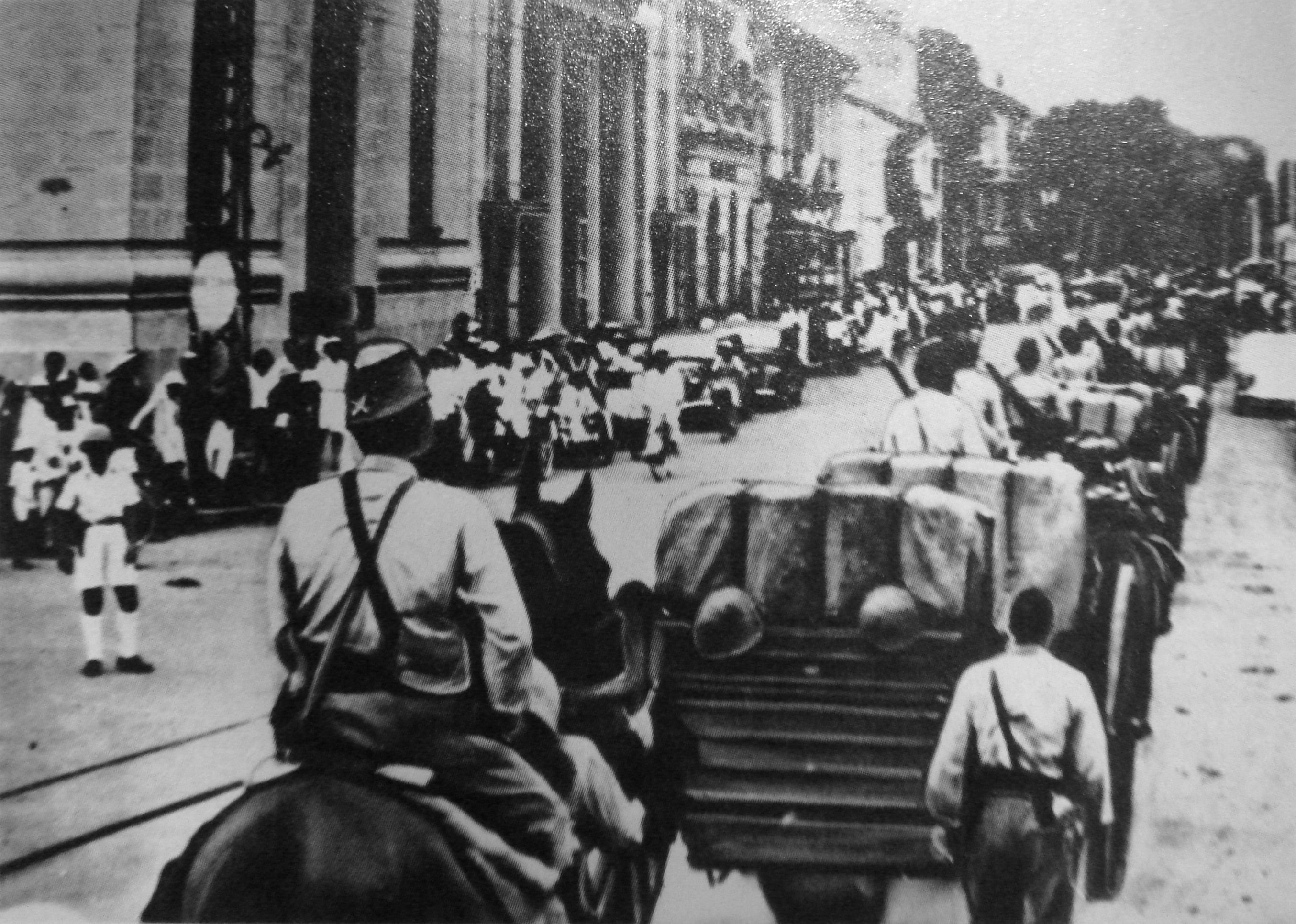
Troupes japonaises entrant dans Saïgon en 1941.

Malgré leur mainmise de fait, les Japonais s'engagent néanmoins à respecter la souveraineté française en Indochine. Le 5 octobre, les prisonniers français sont libérés. Les Japonais permettent également aux Français de reprendre l'administration de la province de Lạng Sơn : le 25 octobre, lors de la cérémonie de remise de place au gouvernement général français, le général Nakamura lit un message de l'empereur Hirohito, exprimant son « regret profond de l'incident inattendu de Lạng Sơn ». De la sorte, une collaboration franco-japonaise méconnue et active se met en place en Indochine, sur le modèle de celle ayant cours en métropole.
Au fil du temps, les Japonais ne maintiennent plus qu'une force légère en Indochine, ainsi en 1942-1943, il n'y avait que huit mille soldats dans tout le territoire. En fait, l'administration française reste en place et pour l'ensemble de la population, aucun changement fondamental n'est intervenu.

## Conséquences

### Reconnaissance par le Japon de la souveraineté française
Un mois plus tard, la Thaïlande, constatant la facile victoire du Japon contre la France, déclenche la guerre franco-thaïlandaise, annexant plusieurs provinces dans l'Ouest du Cambodge et du Laos. Mais la victoire maritime française lors de la bataille de Ko Chang remet les troupes vichystes en position de force. Le Japon, désireux de s'allier avec la Thaïlande, joue les médiateurs pour aboutir à un cessez-le-feu. Pour remédier à cette situation dangereuse pour le maintien colonial français à terme, le gouvernement de Vichy encourage Decoux à appliquer au plus vite la révolution nationale en Indochine afin de renforcer le lien entre la métropole et sa colonie asiatique. Ainsi, les autorités autorisent un nationalisme identitaire indochinois, sous contrôle français, pour s'opposer aux influences thaïe et japonaise.

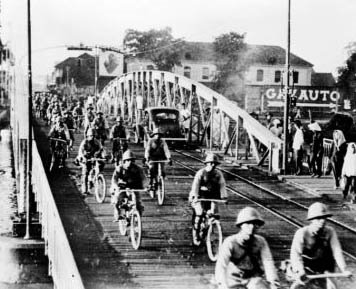
Troupes japonaises à Saïgon, 1941.

Le 16 mai 1941, un accord passé avec Vichy reconnaît au Japon la clause de la nation la plus favorisée, ainsi que d'importants avantages en nature, comportant des concessions minières et des livraisons de riz. Le 29 juillet suivant est signé le protocole franco-nippon (ou accords Darlan-Kato), négocié par Jacques Benoist-Méchin, qui reconnaît la souveraineté française et forme une défense militaire commune, tout en permettant aux Japonais de stationner leurs troupes dans le reste de l'Indochine. L'Indochine reste sous l'autorité du régime de Vichy jusqu'à la libération de la France. L'administration vichyste est encore en place en mars 1945, alors même que le régime du maréchal Pétain a déjà cessé d'exister en Europe. Le territoire est, pendant l'essentiel du conflit, un lieu de stationnement et de passage des troupes de l'Armée impériale japonaise.

### Les services de renseignements pro-Alliés
Dès le début de l'entrée des forces japonaises de stationnement au Tonkin en 1940, des réseaux de renseignement français se mettent en place pour transmettre aux services britanniques de Singapour des renseignements sur les mouvements de troupes japonaises. Puis, pendant toute la durée de l'occupation japonaise qui s'étend au Sud de l'Indochine en juin 1941, des services secrets militaires et civils français renseignent les Alliés, et reçoivent des Britanniques, par parachutages, des armes et des radios. L'un des premiers réseaux sera mis en place dans le Sud par Louis Camille Huchet.
La guerre du Pacifique proprement dite débute en décembre 1941. L'Indochine reste à l'écart, étant régie par les accords de septembre 1940 et juillet 1941, antérieurs à l'entrée en guerre du Japon contre les Alliés. Elle demeure par ailleurs la dernière colonie française fidèle à Vichy, alors que le reste de l'Empire colonial français a basculé dans le camp de la résistance à la mi-1943.
Pendant cette période de statu quo, les services secrets militaires français et de la résistance française renseignent les membres de la France libre installés en Chine, ainsi que les services de l'OSS et les services chinois et britanniques, sur les mouvements de la flotte japonaise et des unités stationnées en Indochine. Des pilotes américains abattus sont récupérés par les Français et transférés clandestinement en Chine, à quelques exceptions de pilotes remis comme prisonniers de guerre aux Japonais par les autorités du gouvernement général.

### Attaques américaines: le Japon donne l'indépendance à l'Indochine
À partir de juillet 1944, l'Indochine commence à être bombardée par les avions de l'US Air Force opérant depuis la Chine du Sud et les Philippines. En janvier 1945, la Task Force 38 effectue deux raids navals dévastateurs sur les côtes de l'Indochine et coule une partie importante de la flotte marchande japonaise et des jonques vietnamiennes de ravitaillement, bombardant également Saïgon, Phnom Penh et d'autres localités. La flotte française stationnée en Indochine, dont le vieux croiseur Lamotte-Picquet, est bombardée et coulée par la marine et l'aviation américaines. Au début de 1945, en conséquence des bombardements américains sur les gares, les voies de chemin de fer, et sur les flottes de jonques vietnamiennes de ravitaillement Nord-Sud de l'Indochine, une terrible famine éclate dans le Nord et le Centre du Viêt Nam actuel et fait plusieurs milliers de victimes.
Les Japonais demeurent dubitatifs face aux revirements du gouvernement issu de la France libre en métropole (toujours en guerre contre le Japon depuis Pearl Harbor) et face à un probable débarquement allié sur les côtes de l'Indochine. Au sein de l'état-major japonais, les avis sont partagés entre les tenants d'une ligne dure qui souhaitent que le Japon se pose en « libérateur » des peuples asiatiques face aux colonialismes européens, et ceux plus pragmatiques ayant jusqu'à présent maintenu le statu quo avec la France de Vichy, malgré quelques débordements de l'armée, comme à Lạng Sơn en 1940. Les premiers finalement obtiennent gain de cause, en raison des défaites de l'Axe devant l'avancée des Alliés, tant en Europe qu'en Asie. Fin 1944, les autorités politiques et militaires japonaises tombent d'accord pour mettre fin brutalement à la parenthèse française en Indochine (seule puissance coloniale européenne maintenue depuis 1940) par l'opération Meigo Sakusen (« action de l’éclair de lune ») organisée le 9 mars 1945, appelée le « coup de force nippon » par les Français.
L'ambassadeur nippon Matsumoto présente au palais Norodom de Saïgon à 19 h, le 9 mars 1945, un « aide-mémoire » à l'amiral Decoux, qui est en fait un ultimatum enjoignant aux forces françaises et indochinoises de passer sous l'autorité du Mikado, ce que l'amiral français refuse. Au même moment les autorités françaises sont invitées à des repas organisés le même soir dans toute l'Indochine. Le Japon capture alors les officiels français et attaque à l'improviste les troupes françaises et indochinoises (vietnamiennes, cambodgiennes et laotiennes, dans les unités de la Garde indochinoise). Si certaines unités françaises et indochinoises résistent courageusement, le coup de force est rapide : en une nuit, l'autorité coloniale française disparaît. Les Français (comme le père de l'actrice Marie-France Pisier), les métis franco-asiatiques, les Asiatiques favorables à la France seront déportés par les Japonais dans des camps de concentration dont le plus connu est Poulo Condor.
L'administration coloniale française est pour l'essentiel détruite : les pays indochinois reçoivent alors du Japon leurs indépendances et tentent de construire leurs nouvelles nations. S'appuyant sur les décombres du colonialisme français, mais aussi de la révolution nationale de Vichy, ces nouveaux pays fantoches du Japon (plus le royaume de Siam, allié du Japon) tentent de gérer une situation économique, politique et sociale explosive. Bao Dai est nommé empereur du Viêt Nam (il était auparavant roi d'Annam, selon les Français). Il abdique le 25 août suivant au profit du Việt Minh.
Si le Japon se désintéresse rapidement de ces territoires en raison d'un conflit qu'il ne maîtrise plus, l'Indochine retombe quant à elle dans un cycle révolutionnaire et guerrier : le Việt Minh, depuis la capitulation japonaise de la mi-août 1945, s'empare du Nord du territoire vietnamien en août 1945, le Cambodge connaît un coup d'État et les Français préparent leur retour, qui n'intervient cependant qu'en octobre suivant via le Corps expéditionnaire français en Extrême-Orient.